# 蘭郁二郎
蘭 郁二郎（らん いくじろう、1913年9月2日 - 1944年1月5日）は、日本の小説家、SF作家、推理作家。本名は遠藤 敏夫（えんどう としお）。林田 葩子（はやしだ はなこ）というペンネームもある。

## プロフィール
東京都生まれ。東京高等工業学校電気学科卒業。SF好きだった母の影響を受け、SF小説同人誌を学生時代に多数発表。その後、1931年に平凡社刊『江戸川乱歩全集』の月報付録「探偵趣味」にショートショート『息を止める男』を応募し、これがデビュー作となった。1935年には、大慈宗一郎、中島親、荻一之助らとともに同人誌『探偵文学』を創刊。1937年に『シュピオ』と改題してからは、海野十三、小栗虫太郎、木々高太郎とともに編集を務めた。当初は『夢鬼』などの幻想的な小説を書いていたが、1938年からは海野のすすめで科学小説を書き始めるようになった。その後、『地図にない島』『地底大陸』『海底紳士』などSFスリラーを多数発表し人気作家にのしあがった。
太平洋戦争中、海軍報道班員としてマカッサルへ向かう途中の1944年1月5日、台湾から乗り継いだ飛行機が墜落、死去。

## 著書
- 『少年科学小説 奇巌城』鈴木御水絵、紀元社、1941年7月。NDLJP:1720713。
- 『孤島の魔人』大白書房、1941年9月。
- 『脳波操縦士』文学書房、1942年1月。NDLJP:1026845。
- 『太平洋爆撃基地』六合書院、1942年3月。
- 『少年電気物語』童話春秋社、1942年9月。
- 『黒い東京地図』大都書房、1942年。
- 『冒険科学小説 ガラスの島』伊勢良夫絵、泰光堂、1943年2月。NDLJP:1716130。
- 『熱線博士』新正堂、1943年3月。NDLJP:1109303。
- 『太陽の島』西正世志絵、六芸社、1943年6月。NDLJP:1720715。
- 『狛犬島の冒険』紀元社、1943年6月。
- 『防諜探偵小説 南海の毒盃』大道書房、1943年。
- 『少年探偵王』村上松次郎絵、ともだち社、1948年。
- 『地底大陸』桃源社、1969年12月。
- 『火星の魔術師』国書刊行会〈探偵クラブ〉、1993年7月。ISBN 9784336034595。
- 『蘭郁二郎集 魔像』筑摩書房〈怪奇探偵小説名作選 7〉、2003年6月。ISBN 9784480038340。
- 會津信吾編 編『平田晋策・蘭郁二郎集』三一書房〈少年小説大系 第17巻〉、1994年2月。ISBN 9784380945472。
- 『蘭郁二郎探偵小説選Ⅰ』論創社〈論創ミステリ叢書 59〉、2013年1月。ISBN 9784846011994。
- 『蘭郁二郎探偵小説選Ⅱ』論創社〈論創ミステリ叢書 60〉、2013年2月。ISBN 9784846012168。
- 『少年科学小説 奇巌城』書肆盛林堂〈盛林堂ミステリアス文庫〉、2013年5月。
- 『地底大陸』河出書房新社、2018年8月。ISBN 9784309027241。
- 『白日鬼』春陽堂書店〈春陽文庫〉、2025年5月。ISBN 9784394980186。